# McAfee WebAdvisor
McAfee WebAdvisor, früher SiteAdvisor, ist eine Browser-Erweiterung von McAfee, die Nutzer beim Besuchen vor Webseiten warnt, die Schadprogramme beziehungsweise Spam vertreiben. Zudem werden Downloads auf Viren überprüft und Tipps für bessere Passwörter gegeben.
Die Erweiterung wurde ursprünglich von SiteAdvisor, Inc., einem von Mitarbeitern des Massachusetts Institute of Technology (MIT) gegründeten Start-up-Unternehmens, entwickelt und am 5. April 2006 von McAfee aufgekauft.

## Bewertungen
Die Webseiten werden von WebAdvisor automatisch mit Microsofts Internet Explorers COM-Objekten getestet. Diese werden von Python in einer virtuellen Maschine „geladen“. Es wird für jede besuchte Webseite eine Klassifizierung angezeigt:
- Grün – Sicher: Die Seite wurde getestet und es wurden keine gravierenden Probleme gefunden.
- Gelb – Vorsicht: Der Test hat einige Ergebnisse aufgezeigt, die für den Benutzer von Belang sein könnten, zum Beispiel hat die Website versucht, die Browser-Grundeinstellungen zu verändern oder eine Menge von nicht als Spam erkannten Mails gesendet.
- Rot – Warnung: Der Test hat einige schwerwiegende Probleme ermittelt: Zum Beispiel hat diese Seite den Testern einige Spam-E-Mails gesendet oder Adware mit einem Download gebündelt.
- Grau – Diese Seite wurde noch nicht getestet oder ist im Prozess des Testens.

Außerdem wird das McAfee-SECURE-Symbol an Websites vergeben, die sich einer speziellen Prüfung durch den Hersteller unterzogen haben und jeden Tag kontrolliert werden.